# Адам Плуг
Адам Плуг (справжнє ім'я Антон П'яткевич; 23 жовтня 1823, с. Замостя, Слуцький повіт, Мінська губернія (нині — Слуцький район, Мінська область) — 2 листопада 1903, Варшава) — польський та білоруський прозаїк, поет, журналіст.

## Життєпис
Походив зі знатного родинного герба "Труби". Батько Антона був орендарем.
У 1835 — 1842 навчався в Слуцькій гімназії. У 1841 родина переїхала до села Жуков Барок на Столбеччині, де він познайомився та подружився з Владиславом Сирокомлею. Працював домашнім учителем. З 1845 по 1846 навчався на факультеті філософії та літератури Київського університету. Матеріальні нестатки змусили його припинити навчання та розпочати викладацьку діяльність у містечку Джурин на Поділлі. У 1856 в Мінську він зустрівся з Вінсентом Дуніном-Мартинкевичем та Станіславом Монюшком.
У 1857 одружився з Людвікою Сержпутовською та орендував маєток Поток поблизу Вінниці. У 1859 переїхав до Житомира. Разом із дружиною заснував чоловічу гімназію з пансіонатом і був її керівником. У 1861 влада позбавила їх права утримувати навчальний заклад. У 1862 дружину Людвіку заарештували за участь в антиурядових демонстраціях та ув’язнили в Овручі. У 1864 — 1866 Антона П'яткевича заарештували у Житомирі, потім у Києві. Він був змушений часто міняти місце проживання і практикував гувернерство. У 1868 овдовів.
У грудні 1874 прийняв пропозицію видавця С. Левенталя і переїхав до Варшави. З 1875 по 1879 був співредактором, а з 1879 по 1890 — редактором журналу «Kłosy» та автором численних статей про Білорусь. Після виходу журналу в 1891 — 1903 був головним редактором "Wielkiej Encyklopedii Powszechnej Ilustrowanej" ("Велика універсальна ілюстрована енциклопедія"), а також літературним редактором журналу "Wędrowiec" ("Мандрівник", 1894), 
був членом редакції газети "Kurier Warszawski" ("Варшавський кур’єр", 1899 — 1903).
Один з організаторів білоруського літературно-освітнього гуртка. Був членом багатьох благодійних, наукових та літературних товариств.
Помер у Варшаві, похований на Повонзківському цвинтарі. У варшавському костелі св. Хреста 1905 встановлений його бюст.

## Творчість
Дебютував у друкованому виданні в 1847. У 1849 написав чотири новели та одну легенду білоруською мовою (оповідання «Кручаная баба», опубліковане в 1918). Перша збірка поезій «Родны загон» (1854) заснована на реаліях білоруського життя. У збірці «Каласы з роднай нівы» (1856) фольклор та християнські мотиви. Реалістичне зображення життя шляхти в центрі соціальних романів «Дух і кроў» (1859), «Афіцыяліст» (1866 — 1867) та інших.
Автор статей та нарисів про культурне життя Білорусі («Некалькі ўражаньняў з падарожжа на Літву», 1858; «Уладзіслаў Сыракомля», 1862; «Манюшка ў Менску», 1896 та ін.), поетичних присвят В. Дуніну-Мартинкевичу («Да В. Марцінкевіча, аўтара твораў на беларускай гаворцы») та В. Сирокомлю. Одним із перших переклав польською мовою твори В. Дуніна-Мартинкевича, Генріха Гейне, Віктора Гюго та Вільяма Шекспіра. Твори Адама Плуга були надруковані в Мінську (у збірнику «Голас зь Літвы», 1859). Разом з Вінцесем Каритинським підготував видання "Вибраної поезії" В. Сирокомля (т. 1-5, 1890). Був дуже популярний у літературних колах Варшави.

## Твори
- Zupełny zbiór pism. Ser. 1—2. T. 1—6. Żytomierz; Wilno, 1862—63.
- Drzewo przeklęte.
- Wigilia Świętego Jana: Opowiadanie fantastyczne, 1847.
- Dzieciobójca: Obrazek z wiejskiego żywota, 1851.
- Gość z grobu: Opowiadanie kościelnego dziadka, 1851.
- Zaraza: Obrazek obyczajowy, 1852.
- Zagon rodzinny: Zbiór obrazków, gawęd, fraszek rymowanych i nierymowanych. T. 1—3. — Wilno, 1854.
- Kłosy z rodzinnej niwy, 1856.
- Pamiątki domowe, 1858.
- Głos z Litwy. Mińsk, 1859.
- Duch i krew: Kilka zarysów z życia towarzyskiego. — Warszawa, Biblioteka Najcelniejszych Utworów Literatury Europejskiej, 1859. (2-е выд. - 1897).
- Smętarz: Obrazek fantastyczny, 1862.
- Sroczka: Obrazek zaściankowy. — Biblioteka Mrówki (tom: 6), 1869.
- Wspomnienie Romanowa, 1879.
- Trzy legendy z dawnych lat. 1889.
- Officyalista: Powieść w trzech częściach. — Warszawa, 1895.
- Ś. p. Kajetan Kraszewski, 1896.
- Deotyma (Jadwiga Łuszczewska): Pamiątka jubileuszowa 1852-1897. 1900.

## Білоруські переклади
- Кручаная баба // Варта (Мінск). 1918. 1.
- Кручаная баба // Спадчына. 1992. № 4.
- Да Станіслава Манюшкі. Жукаў Барок // Полымя. 1999. № 7.

Білоруською мовою деякі його твори переклали Петро Бітель, Володимир Мархель, Кастусь Цвірка.
Деякі твори також перекладені чеською мовою.